# Nuoto ai Giochi della XX Olimpiade - 1500 metri stile libero maschili
La competizione dei 1500 metri stile libero maschili di nuoto ai Giochi della XX Olimpiade si è svolta nei giorno 3 e 4 settembre 1972 alla Olympia Schwimmhalle di Monaco di Baviera.

## Programma
| Data             | Ora   | Round      | Note                         |
| ---------------- | ----- | ---------- | ---------------------------- |
| 3 settembre 1972 | 11:05 | 6 Batterie | I migliori 8 tempi in finale |
| 4 settembre      | 18:20 | Finale     |                              |

## Risultati

### Batterie
| Pos. | Atleta              | Nazione        | Tempo    | Pos F |
| ---- | ------------------- | -------------- | -------- | ----- |
| 1    | Hans Faßnacht       | Germania Ovest | 16'34"63 | 10    |
| 2    | Peter Rosenkranz    | Germania Ovest | 16'58"26 | 17    |
| 3    | François Deley      | Belgio         | 17'06"09 | 19    |
| 4    | Jim Carter          | Gran Bretagna  | 17'16"01 | 22    |
| 5    | Sergio Irredento    | Italia         | 17'19"45 | 25    |
| 6    | Friðrik Guðmundsson | Islanda        | 17'32"47 | 31    |
| 7    | Edwin Borja         | Filippine      | 18'12"17 | 41    |

| Pos. | Atleta           | Nazione   | Tempo    | Pos F |
| ---- | ---------------- | --------- | -------- | ----- |
| 1    | Graham Windeatt  | Australia | 15'59"63 | 1 Q   |
| 2    | Guillermo García | Messico   | 16'29"48 | 8 Q   |
| 3    | Anders Bellbring | Svezia    | 16'33"27 | 9     |
| 4    | Deane Buckboro   | Canada    | 16'52"50 | 14    |
| 5    | Gerardo Vera     | Venezuela | 17'10"33 | 20    |
| 6    | Gustavo González | Argentina | 17'23"53 | 28    |

| Pos. | Atleta          | Nazione       | Tempo    | Pos F |
| ---- | --------------- | ------------- | -------- | ----- |
| 1    | Mike Burton     | Stati Uniti   | 16'09"56 | 2 Q   |
| 2    | Graham White    | Australia     | 16'19"63 | 5 Q   |
| 3    | Brian Brinkley  | Gran Bretagna | 16'54"39 | 15    |
| 4    | Alberto García  | Messico       | 17'05"68 | 18    |
| 5    | Jorge Jaramillo | Colombia      | 17'35"84 | 33    |
| 6    | Eugen Almer     | Romania       | 17'49"80 | 39    |

| Pos. | Atleta                 | Nazione        | Tempo    | Pos F |
| ---- | ---------------------- | -------------- | -------- | ----- |
| 1    | Douglas Northway       | Stati Uniti    | 16'15"30 | 4 Q   |
| 2    | Mark Treffers          | Nuova Zelanda  | 16'23"86 | 6 Q   |
| 3    | Dusan Grozaj           | Germania Ovest | 16'44"59 | 13    |
| 4    | Vincenzo Finocchiaro   | Italia         | 17'13"42 | 21    |
| 5    | Tomas Becerra          | Colombia       | 17'16"38 | 23    |
| 6    | Alfredo Carlos Machado | Brasile        | 17'20"34 | 26    |
| 7    | Guillermo Pacheco      | Perù           | 17'36"36 | 34    |
| 8    | Dae Imlani             | Filippine      | 17'37"65 | 35    |

| Pos. | Atleta                    | Nazione          | Tempo    | Pos F |
| ---- | ------------------------- | ---------------- | -------- | ----- |
| 1    | Brad Cooper               | Australia        | 16'11"41 | 3 Q   |
| 2    | Bengt Gingsjö             | Svezia           | 16'26"67 | 7 Q   |
| 3    | Klaus Dockhorn            | Germania Est     | 16'55"30 | 16    |
| 4    | Jo O-Ryeon                | Corea del Sud    | 17'29"23 | 30    |
| 5    | Aleksandr Samsonov        | Unione Sovietica | 17'32"88 | 32    |
| 6    | Kamal Kenawi Ali Moustafa | Egitto           | 17'40"37 | 36    |
| 7    | Neil Dexter               | Gran Bretagna    | 17'42"83 | 37    |
| 8    | Brian Clifford            | Irlanda          | 18'09"28 | 40    |

| Pos. | Atleta                   | Nazione      | Tempo      | Pos F  |
| ---- | ------------------------ | ------------ | ---------- | ------ |
| 1    | Ton van Klooster         | Paesi Bassi  | 16'34"77   | 11     |
| 2    | Axel Freudenberg         | Germania Est | 16'37"19   | 12     |
| 3    | Zoltán Verrasztó         | Ungheria     | 17'18"66   | 24     |
| 4    | Władysław Wojtakajtis    | Polonia      | 17'23"47   | 27     |
| 5    | Christoph Kreienbühl     | Svizzera     | 17'27"67   | 29     |
| 6    | Csaba Sós                | Ungheria     | 17'43"97   | 38     |
| -    | Dimitrios Theodoropoulos | Grecia       | [16'17"61] | Squal. |
| -    | Rick DeMont              | Stati Uniti  | [18'15"90] | Squal. |

### Finale
| Pos.    | Atleta           | Nazione       | Tempo    | Nota            |
| ------- | ---------------- | ------------- | -------- | --------------- |
| Oro     | Mike Burton      | Stati Uniti   | 15'52"58 | Record mondiale |
| Argento | Graham Windeatt  | Australia     | 15'58"48 |                 |
| Bronzo  | Douglas Northway | Stati Uniti   | 16'09"25 |                 |
| 4       | Bengt Gingsjö    | Svezia        | 16'16"01 |                 |
| 5       | Graham White     | Australia     | 16'17"22 |                 |
| 6       | Mark Treffers    | Nuova Zelanda | 16'18"84 |                 |
| 7       | Brad Cooper      | Australia     | 16'30"49 |                 |
| 8       | Guillermo García | Messico       | 16'36"03 |                 |